# FETEN
FETEN és una fira europea de teatre infantil que se celebra a la ciutat asturiana de Xixón des de 1991. A més de la representació d'espectacles a diversos escenaris de la ciutat, inclou activitats professionals: com fòrums de debat, mercat de companyies i altres activitats de difusió de les arts escèniques.